# The Love You Save
«The Love You Save» (укр. «Збережи Любов») — пісня американського гурту The Jackson 5 з другого альбому ABC. Написана Беррі Гордом, Фредді Перреном, Альпхонзом Міззелом, Декеном Річардсом у стилі баблгам-соул.

## Випуск пісні
Випуск пісні відбувся 13 Травня 1970 року і була випущена лейблом Motown Records. Ця пісня була Medley (з англ. «Змішана») з іншими піснями такими як: «I'll Be There» (укр. «Я Буду Поруч»), «I Want You Back» (укр. «Я Хочу Тебе Повернути»). Які The Jackson 5, потім The Jacksons, Michael Jackson виконували на своїх концертах.

## Чарти

### Щотижневі чарти
| Чарт (1970)                 | Найвища позиція |
| --------------------------- | --------------- |
| Australia Kent Music Report | 59              |
| Canada RPM Top Singles      | 8               |
| UK Singles Chart            | 7               |
| U.S. Billboard Hot 100      | 1               |
| U.S. Billboard R&B          | 1               |
| U.S. Cash Box Top 100       | 1               |

### Чарти на кінець року
| Чарт (1970)    | Позиція |
| -------------- | ------- |
| U.S. Billboard | 16      |
| U.S. Cash Box  | 12      |